# Opbouw-Pembangoenan
De Nederlands-Indonesische stichting Stichting Opbouw-Pembangoenan of Jajasan Pembangunan werd op 24 maart 1947 opgericht door Vrij Nederland. De stichting had een gemengd Nederlands-Indonesisch bestuur en runde een boekhandel en uitgeverij.

## Doel
Pembangoenan had als doel de verspreiding van Nederlands- en Indonesischtalige literatuur in Nederlands-Indië. Pembangoenan gaf uit het Nederlands en Engels vertaalde studieboeken op medisch, juridisch, sociologisch en filosofisch gebied en jonge, meestal nationalistisch georiënteerde Indonesische literaire schrijvers uit, waaronder Pramoedya Ananta Toer en Chairil Anwar. Ze gaf ook informatieve en literaire tijdschriften uit. Het was een niet op winst gerichte onderneming. Opbrengsten kwamen ten goede aan onderwijs en educatieve projecten.

## Geschiedenis
De stichting werd opgericht door H.M. van Randwijk en C. de Koning, resp. hoofdredacteur en directeur van Vrij Nederland. Bestuursleden waren aanvankelijk procureur-generaal prof. mr. K.J.L. Enthoven, dr. P.J. Koets, directeur van het kabinet van de Hoge Vertegenwoordiger van de Kroon, mr. M. de Niet Gzn., zendingsconsul namens het Nederlands Bijbelgenootschap, Mohammed Natsir, partijleider van Masyumi en minister-president in het kabinet Soekarno van 1950/51, prof. Soediman Kartahadiprodjo en mr. Soewandi. Directeur was Amir Sidi en adjunct-directeur K.J. Bas. Later werd dr. Soedjatmoko directeur.
Na de Tweede Wereldoorlog bestond er in toenmalig Nederlands-Indië geen infrastructuur meer voor informatieverspreiding. Er was alleen nog een regeringsuitgeverij Balai Poestaka. Vrij Nederland sprong in dat gat met een particuliere boekhandel en uitgeverij onder een stichting met de naam Opbouw, al gauw gewijzigd in Opbouw-Pembangoenan (pembangoenan is Indonesisch voor opbouw). Na de soevereiniteitsoverdracht (27 december 1949) werd alleen nog de naam Pembangunan (P.T. Pembangunan en Jajasan Pembangunan) gebruikt en vertrokken de Nederlandse bestuursleden. Verschil van inzicht leidde dat jaar ook tot een breuk met Vrij Nederland. Vrij Nederland had in Nederland de uitgeverij NV De Brug-Djambatan opgericht en wilde de uitgeefactiviteiten in Nederland concentreren. Het stichtingsbestuur en de directie konden zich daar niet in vinden.

### De boekentrein
Aanvankelijk had de stichting een boekhandel en drukkerij aan de Gunung Sahari 84 in Jakarta. In de aanloop naar de onderhandelingen over de Indonesische onafhankelijkheid in 1949 werd een winkel geopend in Yogyakarta (Tugu Kidul 23), destijds de hoofdstad van de Indonesische Republiek. In 1951 werd een filiaal in Solo geopend en werd een boekentrein – Kereta Boekoe Pembangoenan - in gebruik genomen, die in tien maanden tijd langs de noordkust van Java via Cirebon, Tegal, Semarang, Surabaya en Jember naar Banyuwangi reed en langs de zuidkust via Malang, Blitar, Solo, Yogyakarta en Bandung terug naar Jakarta. Er werden twee spoorwagons gehuurd, waarvan de ene werd omgebouwd tot winkel en de andere werd voorzien van twee slaapplaatsen en een badkamertje. Een eigen aggregaat zorgde voor verlichting en luchtverversing. Bij alle stations bleef de trein een paar dagen tot een week staan en werden 's avonds films vertoond; meest voorlichtings- en educatieve films. De trein bleef rijden tot het vertrek van directeur Bas uit Indonesië in 1954. Op 26 mei 1954 werd nog een filiaal in Jakarta geopend (Djalan Segara III 16).

## Selectie van uitgaven

### Tijdschriften
- Tijdsein, Nederlandstalig nieuwsblad in opdracht van de Nederlandse Voorlichtingsdienst, oplage ca. 15.000. In de redactie zat o.a. de latere premier Joop den Uyl.
- Pembangoenan, tweetalig maandblad onder redactie van prof. Beerling en … (gestopt met de eerste Politionele Actie in juli 1947)
- Gema Suasana, Indonesischtalig literair maandblad waarvan de redactie gevormd werd door o.a. de jonge schrijvers Idrus, Balfas, Pramoedya Ananta Toer en Chairil Anwar, Arabist dr. Nieuwenhuizen en journalist Dolf Verspoor
- Kritiek en Opbouw, socialistisch maandblad onder redactie van D.G.M. Koch
- Oriëntatie, redactie Rob Nieuwenhuys
- Kindertijdschrift "Vuurvliegje"

### Oorspronkelijk Indonesisch
Literatuur
- Chairil Anwar: Deru Tjampur Debu (1966, opl. 15.000)
- Nugroho Notosusanto: Rasa Sajange (1959)
- Pramoedya Ananta Toer: Keluarga Gerilja: kissah keluarga manusia dalam tiga hari dan tiga malam (1950, opl. 5.000)
- Pramoedya Ananta Toer: Subuh: tjerita-tjerita pendek revolusi (ca. 1950)
- Muhammad Yamin: Dipanagara (1952)

Populairwetenschappelijk
- P.J. Bouman: Ilmu Masyarakat Umum (1952/1957)
- M.M. Djojodigoeno: Adat law in Indonesia (1952)
- Sujono Hadinoto: Ekonomi Indonesia, dari ekonomi kolonial ke ekonomi nasional (1949)
- Mohammad Hatta: Menindjau Masalah Kooperasi (1954)
- Mohammad Hatta: Pengantar ke Djalan Ilmu dan Pengetahuan (1970)
- J. van Kan & H.H. Beekhuis: Pengantar Ilmu Hukum (1957)
- Bung Karno: Wedjanan Revolusi (1965)
- Soediman Kartahadiprodjo: Kumpulan Karangan (1965)
- Soekarno: Sarinah, kewadjiban wanita dalam perdjoangan Republik Indonesia (2e druk, 1951)
- Nathan Keyfitz & Widjojo Nitisastro: Soal Penduduk dan Pembangunan Indonesia (1959)
- Harold J. Laski: Pengantar Ilmu Politik (1959)
- T.S.G. Mulia: Perserikatan Bangsa Bangsa, buku penuntun (1952)
- Ngabei Poerbatjaraka: Riwajat Indonesia (1952)
- T.B. Simatupang: Laporan dari Banaran (1960)
- B. Simorangkir Simanjuntak: Kesusasteraan Indonesia (1953)
- Soewardi: Hak-Hak Dasar Konstitusi-Konstitusi (1956)
- Soesanto Tirtoprodjo: Sedarah Revolusi Nasional Indonesia (1950)
- Kaslan A. Tohir: Sekitar Masalah Pertanian Rakjat (1953)

### Vertaald
Literatuur
- Nienke van Hichtum: Dongeng Anak2 Dunia, vertaald door Ratna Suri
- Verzameld werk van Shakespeare, vertaald door Mohammed Yamin
- John Steinbeck: Tikus dan Manusia (Of mice and men – vertaald door Pramoedya Ananta Toer) (1950)
- Jules Verne: Mengelilingi dunia dalam 80 hari (Reis rond de wereld in 80 dagen, vertaald door R. Musa Sastradimedja)

Populairwetenschappelijk
- Pustaka Sardjana, een reeks monografieën van Europese denkers (Ahli2 pemikir besar tentang negara dan hukum – dari Plato ke Kant)
- J.P. van Aartsen, Ilmu Bumi Ekonomi (1951)
- Louis Fischer: Gandhi: Penghidupannya & Pesannya Untuk Dunia (1967)
- R. Roosseno: Beton Tulang (1954)
- A. Teeuw: Pokok dan Tokoh dalam Kesusastaraan Indonesia Baru (1952)

### Nederlands
- D.M.G. Koch: Om de Vrijheid, de nationalistische beweging in Indonesië (1950)
- A. Teeuw: Voltooid voorspel, Indonesische literatuur tussen twee Wereldoorlogen